# Deepcentral
Deepcentral (uneori scris DeepCentral sau Deep Central) a fost o formație românească de muzică house și pop, înființată în 2008. Cel mai de succes single al lor este piesa „In Love”, ce s-a clasat pe locul 1 în Romanian Top 100.
Formația are două albume lansate de către casa de discuri Universal Music România, primul "Deepcentral" lansat în 2009 și cel de-al doilea "O Stea" în 2013. Formația s-a destrămat în 2017 cu piesa "Lacrima mea".

## Discografie

### Albume
| An   | Detalii album                                                                                                  | Note |
| ---- | --- | --- |
| 2009 | Deepcentral - Date released: 3 august 2009 - Format: CD, digital album - Record label: Universal Music Romania | Tracklist 1. "Undercover" (4:19) 2. "Lost in You" (3:49) 3. "Cry It Away" (3:26) 4. "Is It Real" (4:51) 5. "Play Again" (4:16) 6. "High" (feat. Miss DJ Vika Jigulina) (4:00) 7. "I Can't Live Without You" (3:37) 8. "Russian Girl" (4:08) 9. "A Lot of You" (4:01) 10. "Tell Me" (4:30) 11. "In & Out" (5:11) 12. "Cry It Away" (Liquid Remix) (5:36) Russian Girl (Summer Mix) - 3:37 |
| 2013 | O Stea - Date released: 3 June 2013 - Format: CD, digital album - Record label: Universal Music Romania        | Tracklist 1. Raindrops 2. In Love 3. Cocaine 4. O stea 5. Speed of Sound 6. So Divine 7. Music Makes Me Free 8. Back 2P Life 9. În urma ta (vs. Sistem) 10. My Way (feat. Ivan Martin & Tom Chaos) 11. O stea (Killing Time Remix) 12. Music Makes Me Free (RLS Remix) 13. Shooting Star 14. I F***ed Up                                                                                 |

### Single-uri
| An   | Disc single                                            | Poziție maximă | Poziție maximă | Album       |
| An   | Disc single                                            | RO             | RU             | Album       |
| ---- | ------------------------------------------------------ | -------------- | -------------- | ----------- |
| 2008 | "Cry It Away"                                          | -              | -              | Deepcentral |
| 2009 | "Russian Girl"                                         | 10             | 35             | Deepcentral |
| 2010 | "In Love"                                              | 1              | 65             |             |
| 2010 | "Music Makes Me Free"                                  | 3              | -              |             |
| 2010 | ”My Beautiful One” (Xonia feat. Deepcentral)           | -              | -              |             |
| 2011 | "Speed of Sound"                                       | 8              | -              |             |
| 2011 | "În Urma Ta (Sistem (formație) feat. Deepcentral)"     | -              | -              |             |
| 2011 | ”Hold On” (Xonia feat. Deepcentral)                    | -              | -              |             |
| 2012 | "So Divine"                                            | 58             | -              |             |
| 2012 | "O stea"                                               | 35             | –              |             |
| 2013 | ”Sus Până La Cer”                                      | -              | -              |             |
| 2013 | "Raindrops (Deepcentral feat. Eleftheria Eleftheriou)" | -              | -              |             |
| 2014 | ”Dragostea Învinge”                                    | -              | -              |             |
| 2014 | ”Hey Girl (Dreaming Of Moscow)”                        | -              | -              |             |
| 2014 | ”Sunshine (Sunstroke Project feat. Deepcentral)        | -              | -              |             |
| 2015 | ”Noapte Albă”                                          | -              | -              |             |
| 2016 | ”Ochi De Copil”                                        | -              | -              |             |
| 2016 | ”Gura Ta (Delia feat. Deepcentral)”                    | -              | -              |             |
| 2016 | ”Unde Ești? (Loredana feat. Deepcentral)”              | -              | -              |             |
| 2017 | ”Dependent”                                            | -              | -              |             |
| 2017 | "Lacrima mea"                                          | -              | -              |             |
| 2018 | ”Nobody Knows (Slider & Magnit feat. Deepcentral)”     | -              | -              |             |